# Beg to Differ
Beg to Differ (engl. Phrase: „sich erlauben, anderer Meinung zu sein“) ist das zweite Studioalbum der amerikanischen Metal-Band Prong. Es erschien am 12. März 1990 auf Epic Records. Es ist das erste Album der Band auf einem Major-Label und das erste, auf dem die Metalelemente gegenüber den Hardcore-Wurzeln überwiegen.
Musikvideos gab es zu Beg to Differ und Lost and Found, doch erschienen die Stücke nicht als Einzelsingles.

## Musikstil
Nach dem 1988 erschienenen Force-Fed-Album, das noch einen rohen Hardcore-Klang aufwies, ist Beg to Differ deutlich technischer und disziplinierter und erscheint in einem an den Thrash Metal, z. T. auch den Industrial Metal angelehnten Soundgewand. Die Stücke sind durch die Drei-Mann-Besetzung und die einfach Gitarre-Bass-Schlagzeug-Instrumentierung sehr minimalistisch angelegt. Druckvolle Stakkato-Riffs und oftmals schräge Harmonien, Doublebass-Einsätze, Breaks und Tempowechsel kennzeichnen den meist im Midtempobereich liegenden, von einigen schnelleren bzw. betont langsamen (Prime Cut) Stücken unterbrochenen Stil. Tommy Victor wird bei seinem teils melodisch, teils als Hardcore-Shouting angelegten Gesang von Bassist Mike Kirkland, teilweise auch von Schlagzeuger Ted Parsons unterstützt. Mit Intermenstrual, D.S.B. ist auch ein Instrumentalstück enthalten.

## Entstehungsgeschichte
Nach der Veröffentlichung von Force Fed gingen Prong 1989 erstmals auf Europa-Tournee. In Großbritannien spielten sie mit BBC-Moderator John Peel eine der Peel Sessions ein, die 1990 als EP veröffentlicht wurde. Nach der Rückkehr in die USA spielten sie ein Konzert im Vorprogramm der Cro-Mags und Destruction im Club Ritz. Einige Monate später nahm Epic Prong unter Vertrag, wodurch ein wesentlich größeres Budget für die folgende Platte zur Verfügung stand. Beim Songwriting waren erstmals alle Bandmitglieder beteiligt, Tommy Victor an allen bandeigenen Stücken. Ende 1989 ging die Band mit Mark Dodson (Metal Church, Suicidal Tendencies) in Warren, Rhode Island ins Normandy-Sound-Studio. Dodson mischte die Platte auch ab. Sie erschien im März 1990. Es folgte eine Europa-Tour im Vorprogramm von Faith No More sowie eine Headliner-Tour mit Mind Over Four im Herbst 1990. Die Tour mit Faith No More nannte Victor im Nachhinein trotz gegenseitiger Sympathien zwischen den Bands „musikalisch keine gute Zusammenstellung“. Die zwei veröffentlichten Videos wurden des Öfteren auf MTV gespielt, die Sendung Headbangers Ball übernahm einige eingängige instrumentale Passagen als Intro- und Hintergrundmusik.

## Texte
Die Texte enthalten zum Teil nihilistische Beobachtungen, das Rolling-Stone-Magazin nennt die Welt, die Hauptsongwriter Tommy Victor beschreibt, „flach, gierig und äußerst korrupt“, die Band versuche die „düstere Seite des Lebens“ darzustellen. Tommy Victor äußerte allerdings wenig später, sich textlich etwa von Slayer oder Carnivore abgrenzend: „Unsere Texte enthalten immer einen positiven Aspekt, Prong ist eine positive Band.“

## Rezeption
Das Buch „Best of Rock and Metal“, in dem die nach Meinung der Redaktion der Zeitschrift Rock Hard besten 500 Alben genannt werden, führt Beg to Differ auf dem 150. Platz. Uwe „Buffo“ Schnädelbach wies darauf hin, dass Prong „ihrer Zeit immer ein wenig voraus“ waren, ihnen der ganz große Durchbruch bis dato nicht glückte. Er nannte den Klang des Albums „fast klinisch“ und „sehr eigenständig“ mit „leichten Parallelen zu Metallicas …And Justice for All“. Die Platte enthalte einige „zeitlose Gassenhauer“. Eduard Rivadavia von allmusic schreibt, Prong malten „eine schwere graue Leinwand urbaner Unterdrückung“. 4,5 von 5 Punkten werden hier vergeben.
Zur Zeit der Veröffentlichung hob Wolfgang Schäfer im Rock Hard besonders Dodsons „hervorragende“ Produktion hervor. Er verglich die langsameren Passagen mit alten Celtic-Frost-Stücken. Die Band habe bereits „Kultstatus“, und Beg to Differ würde diesem gerecht. Schäfer vergab acht von zehn Punkten. Kim Neely vom US-amerikanischen Rolling-Stone-Magazin nannte Prong bereits 1990 als möglichen „Nachfolger für den Metallica-Thron“. Force Fed habe einen „Blick durch das Fenster eines feuchten und furchteinflößenden Platzes“ erlaubt – „Beg to Differ schmeißt dich rein, schlägt die Tür zu und läßt dich in einer Ecke kauern, während der Dreck um dich herum niederfällt.“ Die Platte wird mit vier von fünf Sternen bewertet.

## Titelliste
1. For Dear Life – 3:25 (Victor)
2. Steady Decline – 4:12 (Kirkland, Victor)
3. Beg to Differ – 4:14 (Parsons, Victor)
4. Lost and Found – 4:03 (Victor)
5. Your Fear – 4:51 (Kirkland, Parsons, Victor)
6. Take It in Hand – 3:43 (Victor)
7. Intermenstrual, D.S.B. – 3:12 (Parsons, Victor)
8. Right to Nothing – 2:56 (Victor)
9. Prime Cut – 3:49 (Parsons, Victor)
10. Just the Same – 4:41 (Kirkland, Parsons, Victor)
11. Third From the Sun (live) – 5:55 (Creed, Edge) Cover von Chrome, Bonustrack auf CD und Cassette, aufgenommen im CBGBs in New York

## Artwork
Die Covergestaltung stammt von Brian Schroeder, alias Pushead, einem Untergrund-Designer. Er arbeitete u. a. für Metallica, die Misfits und Corrosion of Conformity. Die Band kannte ihn bereits seit 1986, als er noch Autor beim Skater-Magazin Thrasher war.